# Mcgillite
La mcgillite è un minerale.